# Grażyna (województwo mazowieckie)
Grażyna – wieś sołecka w Polsce położona w województwie mazowieckim, w powiecie grójeckim, w gminie Warka.
Wieś położona wśród sadów na północ od Warki, na terenie parafii w Ostrołęce. 
Był to folwark Grażyna-Karolinów, który przynależał w roku 1833 do Dóbr Ostrołęka i miał pow. 772 mórg w tym uprawnych 720, a las miał pow. 32 mórg. Prowadzono w nim 17 polowy płodozmian, w folwarku było 7 drewnianych budynków oraz wiatrak. 
W roku 1921 obecna wieś odnotowana została w oficjalnym spisie jako kolonia.
W latach 1975–1998 miejscowość administracyjnie należała do województwa radomskiego.